# 七點鐘新聞
《七點鐘新聞》（英語：News at Seven），是由香港亞洲電視新聞及公共事務部製作的新聞節目，逢星期一至日香港時間19:00於亞洲高清台（後來的亞洲台）播出。在香港賽馬會賽馬夜裡，為遷就賽事開跑時間，《七點鐘新聞》會縮減至五至十五分鐘以內，節目名稱改作《新聞報道》。香港其他免費電視台同期播映的新聞報導是由2009年8月17日起高清翡翠台的《七點新聞報道》。
在最後的一節新聞中，《七點鐘新聞》會播出《放眼神州》、《體育快訊》及《天氣報告》。

## 歷史
2009年4月1日開始於亞洲高清台播出。
2009年10月4日最後一次播出，但由於當晚亞洲高清台要轉播海外夜馬賽事，時間只有30分鐘。
2009年10月5日起被本港台及亞洲高清台播出的《新聞830》所取代。